# Gheorghe Andriev
Gheorghe Andriev, né le 15 avril 1968 à Carcaliu, est un céiste roumain pratiquant la course en ligne.

## Palmarès

### Jeux olympiques
- Médaille de bronze aux Jeux olympiques d'été de 1996 à Atlanta en C-2 500 m avec Grigore Obreja[1].